# کورمورن استرایک
کورمورن استرایک نام شخصیت اصلی مجموعه کتاب‌های داستان جنایی اثر نویسندهٔ انگلیسی جی.کی. رولینگ است که تحت نام مستعار رابرت گالبریث منتشر شده‌است. داستان‌های این مجموعه شرح وقایع پرونده‌های جنایی استرایک و دستیارش رابین است.
در ۱۰ دسامبر ۲۰۱۴ اعلام شد که یک سریال تلویزیونی تحت همین عنوان برای شبکهٔ بی‌بی‌سی یک از این رمان‌ها اقتباس می‌شود.

## داستان
کورمورن استرایک، کارآگاه خصوصی، بازرس ویژه‌ی ارتش بریتانیاست که حالا بازنشسته شده. وظیفه‌ی او شناسایی سربازان خطاکار جنگی و سپردن آن‌ها به دادگاه‌های نظامی انگلستان بوده است. حاصل آخرین ماموریتش در افغانستان معلولیت و از دست دادن یک پاست. اسم عجیب کورمورن درشت‌هیکل و نخراشیده را که اغلب مایه‌ی سرگرمی دور و بری‌هایش می‌شود از روی یکی از غول‌های افسانه‌ای محل زندگی‌اش، کورنوال، انتخاب کرده‌اند. اگرچه پدرش راک‌استاری است که در سطح جهان شناخته شده اما این شهرت هیچ فایده‌ای به حالش نداشته. مادر کورمورن هم یک طرفدار دو‌آتشه‌ بوده و تولد کورمورن نتیجه‌ی یک ارتباط ناخواسته است. مادر که به شدت اعتیاد دارد پس از مدت‌ها آوارگی و زندگی نکبت‌بار در خانه‌های متروکه، در حالی‌که هنوز دست از دیوانه‌بازی‌هایش برنداشته و با خواننده مطرح دیگری ارتباط برقرار می‌کند (و نتیجتاً خواهری ناتنی برای کورمورن می‌آورد)، در اثر مصرف بیش از اندازه‌ی هرویین می‌میرد. هرچند کورمورن باور ندارد این مرگ طبیعی بوده است و در رمان سومش دوباره به آن برمی‌گردد. در هر حال کورمورن بعد از مرگ مادرش هرگز به سراغ پدرش نمی‌رود و پدر هم او را به رسمیت نمی‌شناسد. کورمورن به خانه‌ی دایی‌اش می‌رود در حالی که خواهر ناتنی‌اش تحت حمایت پدر پولدار و مشهورش قرار می‌گیرد.
کورمورن در جوانی با دختری بسیار زیبا و ثروتمند به نام شارلوت آشنا می‌شود. شارلوت شیفته‌ی کورمورن اما در عین‌حال با مشکلات روانی شدید خودتخریبی و فریبکار است. سرانجام کورومون در یک چالش دیوانه‌وار پس از ده سال از شارلوت جدا می‌شود.
حالا او مردی است یک‌پا، بی‌پول و تنها که در اتاقک کوچکی بالای دفتر حقیرانه‌ی محل کارش زندگی می‌کند؛ تصمیم گرفته کارآگاه خصوصی شود ولی هیچ پرونده به‌درد بخوری به پستش نمی‌خورد.
رابین الاکوت کاملاً تصادفی وارد زندگی استرایک می‌شود. او قرار است منشی دفتر کارآگاهی استرایک باشد ولی در هر سه جلد کورمورن و رابین مدام در حال جنگ و جدل هستند تا بلکه کورمورن، ارتشیِ زمخت و مغرور، او را به‌عنوان دستیار به رسمیت بشناسد. باز هم رولینگ است که تلاش می‌کند نشان دهد یک زن مشتاق چطور راه سخت خودش را بین مردهای دور و بر باز می‌کند تا به خواسته‌اش برسد. از این دریچه، شاید بشود گفت رولینگ سعی کرده داستانش منطبق با جهان امروز باشد. رابین الاکوت، زیبا، حساس و شکننده است. نامزدش مایل نیست او منشی یک کاراگاه شکست‌خورده باشد برعکس ترجیح می‌دهد رابین در یک شرکت معتبر و پولدار منشی‌گری کند. متیو بعدتر رابین را به خیانت زناشویی و رابطه با استرایک متهم می‌کند.
استرایک در ابتدا رابین را جدی نمی‌گیرد ولی پس از مشاهده اشتیاق او به کارآگاه شدن و کاردانی او در جستجوی مدارک، او را ابتدا به عنوان دستیار استخدام می‌کند و سپس به عنوان شریک کاری می‌پذیرد. با پیشرفت داستان‌ و در کتاب پنجم، استرایک و رابین به یکدیگر علاقمند می‌شوند ولی هر دو احساسات خود را سرکوب می‌کنند زیرا نگران هستند احساسات عاشقانه آنها به کار و شراکت‌شان لطمه بزند.

## اقتباس سینمایی
در سپتامبر ۲۰۱۶، تأیید شد که تیم برک برای ایفای نقش کورمورن استرایک انتخاب شده‌است و فیلمبرداری هفت قسمت یک ساعتهٔ سریال کورمورن استرایک در پاییز ۲۰۱۶ آغاز می‌شود. تاکنون چهار فصل از سریال استرایک که داستان چهار کتاب اول را پوشش می‌دهد، منتشر شده است. حق پخش این مجموعه در ایالات متحده و کانادا توسط شبکهٔ اچ‌بی‌او خریداری شد.